# مشاري البلوي
مشاري محمد سالم البلوي(ولد في 15 يناير 1988-) لاعب كرة قدم سعودي و يلعب كمدافع لعب سابقاً في نادي الخالدي .